# GIRLFRIEND (バンド)
GIRLFRIEND（ガールフレンド）は、日本のガールズバンド。2015年結成。大阪府出身。所属事務所はテレビ朝日ミュージック。レーベルはavex trax。

## メンバー
- SAKIKA（サキカ、2000年3月9日（25歳） - ）
  - ボーカル・ギター担当。
  - 血液型はA型。
- NAGISA（ナギサ、2001年6月23日（23歳） - ）
  - ギター担当。
  - 血液型はO型。
- MINA（ミナ、2000年9月20日（24歳） - ）
  - ベース担当。
  - 血液型はO型。
- MIREI（ミレイ、1999年5月9日（25歳） - ）
  - ドラムス担当。
  - 血液型はA型。

## 経歴
SCANDALを輩出したキャレスボーカル&ダンススクール大阪校のメンバーで結成。当初は3人組だったが、後にNAGISAが加入して4人組になった。
活動初年となる2015年から着実にステージ経験を積み重ね、翌2016年3月には、結成からわずかか1年1か月で大阪でのワンマンライブを開催。同年6月にはテレビ朝日系列『musicる TV』のコーナーへのレギュラー出演がスタートし、8月には1stミニ・アルバム『Hello』でインディーズデビュー。さらに同年11月には1stシングル『15/Hide & Seek』でメジャーデビューを果たした。
2018年、2月にメジャー1stアルバム『CHOCOLATE』発売。これを引っさげての全国対バンツアー「GIRLFRIEND％ JAPAN TOUR 2018 〜CHOCOLATE〜」も行われた。
2021年4月30日をもって解散を公式サイトで発表した。

## バンド名の由来
バンド名はいくつか候補があった中で、メンバー全員で話し合って決めたものである。メンバーは、バンド名を付けるにあたってまずわかりやすくて憶えやすい名前をつけることを前提とした。GIRLFRIENDという名前であれば、男性からは特別な存在と思ってもらえ、女性には女友達と思ってもらえるということで、このバンド名となった。他の候補には、「エリカ」などがあった。

## ディスコグラフィ

### インディーズ
シングル 
 ミニアルバム 

## タイアップ
| 起用年 | 楽曲               | タイアップ                                                                |
| ------ | ------------------ | ------------------------------------------------------------------------- |
| 2016年 | 走れ!!!!           | 大阪青山大学CMソング                                                      |
| 2016年 | Hide & Seek        | テレビ東京系列アニメ『双星の陰陽師』エンディングテーマ                    |
| 2017年 | キセキラッシュ     | 第99回全国高等学校野球選手権大会における地方大会の中継テーマソング        |
| 2018年 | ミライリスト       | ゲーム『テイルズ オブ ザ レイズ ミラージュ プリズン』オープニングテーマ   |
| 2019年 | sky & blue         | テレビ東京系テレビアニメ「ブラッククローバー」第8クールオープニングテーマ |
| 2019年 | Figure             | 映画「地獄少女」主題歌                                                    |
| 2019年 | ヒロインになりたい | 日本テレビ系『バズリズム02』2019年3月度エンディングテーマ                 |

## ライブ

### 単独ライブ
| 日程           | タイトル                                                                  | 会場                   |
| -------------- | ------------------------------------------------------------------------- | ---------------------- |
| 2015年12月12日 | ワンマンライブ「GIRLFRIEND LIVE 2015 -WINTERLAND-」                       | 大阪・阿倍野ROCKTOWN   |
| 2016年3月20日  | ワンマンライブ「GIRLFRIEND LIVE 2016 ～Start on a journey～」             | 大阪・心斎橋BIGCAT     |
| 2017年11月23日 | メジャーデビュー1周年記念イベント「GIRLFRIEND% ～1st BIRTHDAY SPECIAL～」 | 東京・LIVE HOUSE FEVER |

## 出演

### ラジオ
- 「GIRLFRIENDの#ガルラジ」（FM FUJI 2017年11月4日 - ）※レギュラー冠番組